# Henri Jouault
Pour les articles homonymes, voir Jouault.
Henri Jouault  est un homme politique français, membre du CNIP, né le 5 janvier 1917 à Rennes et mort le 4 juillet 1995 à Saint-Brieuc.

## Biographie
Fils d'un pharmacien, qui occupe la présidence régionale de l'ordre de sa profession, Henri Jouault suit des études médicales, d'abord à Rennes puis Paris. Après son doctorat, il exerce comme médecin biologiste. Il exerce aussi les fonctions de vice-président du Crédit immobilier d'Ille-et-Vilaine, puis de président du Crédit immobiliser de Bretagne.
Son engagement politique commence à la fin des années 1940. Membre du CNIP, il est élu conseiller municipal de Rennes en 1953.
En 1958, il se présente aux législatives dans la deuxième circonscription d'Ille-et-Vilaine, contre le sortant socialiste Alexis Le Strat. Il est élu au second tour, avec un très large majorité : 67,5 % contre 18,9 % au sortant, les autres suffrages se portant sur le candidat communiste, maintenu.
A l'Assemblée, il s'intéresse à des sujets divers, mais plus particulièrement aux questions de santé, ce qui correspond à sa formation et ses compétences.
Son parcours sur les orientations politiques générales est conforme à celui de la majorité des députés de la droite, qui s'éloignent de plus en plus du soutien au gouvernement, pour finir par voter la motion de censure contre Georges Pompidou en octobre 1962.
Devenu candidat d'opposition, il affronte lors des législatives qui suivent un candidat investi par la majorité. Celui-ci, François Le Douarec, l'emporte très nettement au second tour, avec 53 % des voix, Jouault n'obtenant que 26,6 %.
Il ne tente plus par la suite d'obtenir un mandat national, et se consacre à ses activités municipales. Conseiller municipal jusqu'en 1977, il est, de 1971 à 1977, maire adjoint de celle ville et également conseiller délégué au district de l'agglomération rennaise. Il siège aussi au conseil général d'Ille-et-Vilaine de 1973 à 1979.

## Mandats
Au Parlement
- 30 novembre 1958 au 9 octobre 1962 : député de la deuxième circonscription d'Ille-et-Vilaine

Au niveau local
- 30 septembre 1973 au 25 mars 1979 : conseiller général d'Ille-et-Vilaine (élu dans le canton de Rennes-1)
- 1953 au 21 mars 1971 : conseiller municipale de Rennes
- 21 mars 1971 au 20 mars 1977 : adjoint au maire de Rennes